# 이천쌀문화축제
이천쌀문화축제(Icheon Rice Cultural Festival 1999년 10월 ~ )는 경기도 이천시 설봉공원에서 매년 가을철에 열리는 지역축제이다. 대한민국 문화체육관광부 7년 연속 최우수축제로 지정되었다.

## 소개
이천시가 주관하는 지역축제로 1999년 이천농업축제로 명명하였고 2004년 이천햅쌀축제로 명명하였다가 현재의 이름으로 변경하였다. 이천은 지리적으로 쌀 재배가 성한 지역으로 알려져있고 이천쌀은 밥맛이 좋기로 유명하여 이천쌀의 우수성과 미각 등을 널리 알리기 위해 매년 가을철에 열리고 있다. 매년 가을에 추수한 이천 햅쌀을 할인가에 판매하며 농경문화체험, 이천 가마솥밥 시식 등이 열리고 있다. 체험에는 ‘임금님 진상행렬’을 하는 문화마당과 무지개 가래떡, 전통혼례, 거북놀이를 하는 풍년마당, 우마차(우차와 마차를 통틀어 하는 말)에 아이들을 태워주는 행사를 하는 햅쌀거리, 가족 인형극,민속놀이 체험행사를 하는 동화마당 등 흥미로운 프로그램을 할 수 있는 놀이마당, 기원마당, 햅쌀장터, 주막거리 등이 있다. 전시&판매 행사에는 시골장터(난전), 맛보기장터, 이천 쌀 특별 전시회 등이 있고 부대행사로 굴렁쇠 굴리기, 연 날리기, 쥐불놀이 등이 있다.
2019년 행사는 아프리카돼지열병 확산을 방지하기 위해 취소하게 되었다.
2020년 행사는 코로나19 확산을 방지하기 위해 취소하게 되었다.
2019년, 2020년 2년동안 취소 아쉬움 달래기 위해 2020년 10월 한달 동안 추억사진 공모전 개최, 대표공연 ‘거북놀이’ , ‘기원제’ 온라인 생중계 등 다채로운 대체 행사를 펼쳤다.

## 내용
- 이천쌀 가마솥밥 시식(유료)
- 농경문화 체험
- 이천거북놀이 등 전통공연
- 이천 햅쌀 전시판매
- 민속놀이 체험
- 이천 쌀 특별 전시전

## 같이 보기
- 이천시
- 설봉공원
- 쌀